# Resident Evil 6
Resident Evil 6 —cuyo título original es Biohazard 6 (バイオハザード6 Baiohazādo Shikkusu?)— es un videojuego de terror y de acción-aventura de disparos en tercera persona desarrollado y publicado por Capcom. Una entrega importante de la serie Resident Evil, Resident Evil 6, se lanzó para PlayStation 3 y Xbox 360 en octubre de 2012, y para Windows en marzo de 2013. Fue relanzado con todo el contenido descargable para la PlayStation 4 y Xbox One en marzo de 2016, y para la Nintendo Switch en octubre de 2019. Los jugadores controlan Leon S. Kennedy, Chris Redfield, Jake Muller y Ada Wong mientras se enfrentan a la fuerza detrás de un ataque bioterrorista mundial. La historia se centra en sus cuatro campañas entrelazadas, y cada campaña presenta un estilo único tanto en el tono como en el juego.
Resident Evil 6 fue conceptualizado en 2009 y entró en pleno desarrollo al año siguiente bajo el productor de Resident Evil 4 Hiroyuki Kobayashi. Tenía un personal de desarrollo de más de 600, lo que la convierte en la producción más grande de Capcom. Resident Evil 6 recibió críticas mixtas de los críticos, que elogiaron los gráficos, la inteligencia artificial y los controles, pero criticaron la ejecución de las campañas entrelazadas y la salida de las raíces de horror de supervivencia de la franquicia en favor de un estilo más orientado a la acción. A pesar de estas críticas, el juego vendió 13,8 millones de unidades hasta septiembre de 2024. Resident Evil 7: Biohazard, lanzado en 2017, cambió a una perspectiva en primera persona y volvió al género de terror de supervivencia.

## Argumento
Entre el año 2012 y 2013, el presidente de los Estados Unidos, Adam Benford, ha decidido revelar oficialmente la verdad sobre el incidente de Raccoon City en 1998, creyendo que va a frenar de alguna manera un posible ataque bioterrorista. Pero cuando el lugar es atacado por zombis, Leon S. Kennedy, amigo personal del presidente y superviviente al desastre en Raccoon City, se adentrará en el primer capítulo de esta entrega tomando una decisión muy dura, junto a su nueva compañera Helena Harper quien de alguna forma participó en la muerte del presidente ya que esta le apuntaba con su arma mientras el presidente trata de atacar a Leon. 
Mientras avanza la historia, Leon se ve obligado a enfrentarse al presidente, quien se ha infectado de un extraño virus similar al de otros títulos de la franquicia. El protagonista deberá tomar una de las decisiones más difíciles de la saga, la cual es asesinar al presidente. Mientras tanto, en los Balcanes, Jake Muller, el hijo del fallecido investigador de la corporación Umbrella e internacional bioterrorista, Albert Wesker, huye de las autoridades durante un ataque de esta índole. La aventura de Jake será acompañada por Sherry Birkin, hija de William Birkin, salvada por Leon y Claire en Resident Evil 2 cuando solo era una niña. Al mismo tiempo, el miembro de la BSAA, Chris Redfield, quien tiene problemas de memoria, va recuperando a medida que avanza la historia-, bloqueada por la pérdida de sus hombres a quienes nombra en distintas partes de su aventura, ahora está acompañado del novicio Piers Nivans. Ambos llegan a una ciudad ficticia de China, Tatchi (basada en Hong Kong), que a su vez está bajo la amenaza de un ataque bioterrorista. Con ningún país a salvo de estos ataques, la población del mundo entero está unida por un temor del que no hay esperanza.
Ada Wong, aparecerá esta vez ante Chris Redfield como la causante del brote en China, según Derek Simmons. Aunque también será la protagonista de la cuarta campaña. Asimismo, Chris cambiará su personalidad cuando se entere de algo que lo volverá aún más pesimista. Peor aún, confrontará el hecho de ver morir a su nuevo camarada, Piers Nivans.
En la campaña mencionada, se revela que la Ada que interactuaba con Chris y Piers era en realidad un clon, una científica llamada Carla Radamés, y que la verdadera estaba ayudando a Leon y Sherry, mientras en ese momento destruía el laboratorio Neo-Umbrella en Langshiang. Aunque se presumía muerta, Carla trata un último ataque contra la verdadera Ada, después de haberse inyectado a sí misma con una fuerte dosis del Virus C, pero es derrotada aparentemente. Durante la batalla entre Leon y Helena contra Simmons, Ada llega al laboratorio ya mencionado y lo destruye todo. A continuación, recibe una llamada de alguien con una misión. La acepta, diciendo "Mi itinerario se acaba de limpiar". Entretanto, Leon y Helena borran sus datos en el Servicio (ya que figuran como responsables de la muerte del Presidente por orden de Simmons, quien utilizó a Helena para vulnerar la seguridad de este, secuestrando a su hermana), Jake baja el precio de su sangre a $ 50 desde su precio original de $ 50.000.000 y sigue con su nueva vida, Chris continúa siendo un capitán de la BSAA, venciendo su culpabilidad. En una escena poscréditos de la campaña de Jake Muller, la historia cambia a un país subdesarrollado en algún lugar, con un niño atrapado en una casa por B.O.W.s. Donde Jake le pregunta si tiene su paga, recibiendo una manzana como respuesta. Tras su paga, sale a la calle para defender al muchacho de las enormes criaturas atacantes.

## Personajes
- Leon S. Kennedy
- Helena Harper
- Chris Redfield
- Piers Nivans
- Jake Muller
- Sherry Birkin
- Ada Wong
- Derek C. Simmons
- Carla Radamés
- Ingrid Hunnigan
- Presidente Adam Benford
- Finn Macauley
- Deborah Harper

## Enemigos
Todos los enemigos son producto del virus C.

### Zombis
Los zombis vuelven a la franquicia después de varios años para demostrar que no estaban «muertos» del todo, pero ahora con novedades gracias al nuevo virus C.
Los zombis solo aparecen en la campaña de Leon y en ciertas partes de la campaña de Ada. En esta entrega, los zombis pueden correr, trepar y saltar hacia el jugador, mientras que algunos podrán usar armas simples como hachas y tubos; otros incluso usarán armas de fuego, pero solo si la persona antes de transformarse tenía una, debido a un instinto provocado por el virus T. Una persona se convierte en zombi por mordedura o inhalación del gas. 
Zombi de ciudad
El zombi "clásico", simplemente una persona normal infectada. Algunos llevan armas, pero solo si la persona infectada murió portando una, aunque no significa que la usen igual que una persona viva. Algunos llevan extintores, por lo que es recomendable dispararle a estos para que estallen. 
Zombi esquelético
Zombis salidos directamente de la tumba, personas ya muertas mucho antes de la infección, pero que por esta volvieron como muertos vivientes. Algunos portan armaduras.
Los de la capa roja son más resistentes y tienen las piezas de la calavera.
Perro zombi C
Perros que han mutado en zombis a través de la infección por virus C, estos perros utilizan su rapidez y agilidad para esquivar disparos. Además, obligarán al jugador a apuntar hacia abajo para acertar en el blanco. Su ataque normal consiste en tumbar a su víctima y atacar su cabeza.
Whooper
Un zombi extremadamente gordo, sin embargo, esto no es una complicación para la criatura, al contrario, es una ventaja ya que causa más daño al jugador, su debilidad son sus piernas, ya que al dispararle se pondrá de rodillas y será vulnerable a un ataque cuerpo a cuerpo.
Whooper Supreme
Es igual al anterior, pero mucho más grande y fuerte. 
Shrieker
La característica principal de este enemigo es su garganta mutada que posee un color rojizo y esta hinchada. Es capaz de producir un grito ensordecedor que no solo causa daño, también atrae a otros enemigos, su debilidad es su garganta. 
Bloodshot
Estos enemigos son una forma de evolución de los zombis normales producidos por el virus C, y se caracterizan por tener sus tejidos al descubierto, así como su cara deformada. Su ataque principal consiste en saltar encima del jugador y morderle el cuello. Un zombi que se va a convertir en un bloodshoot, muestra ojos rojos que reflejan la luz, y puede transformarse si recibe un disparo en la cabeza, al inflingirle daño se pondrá de rodillas y su corazón aparecerá a simple vista.

### J’avo
Los J’avos (llamados así por la BSAA por la traducción en serbio de «demonio») son los más comunes enemigos de la campaña de Chris Redfield y Jake Muller. Tienen características similares a los Ganados, enemigos de Resident Evil 4, y los Majini, de Resident Evil 5. 
Son enemigos muy inteligentes, con capacidad de comprender el lenguaje, trabajar en grupo y utilizar armas, son increíblemente agresivos y un buen puñado de sus acciones ha experimentado una regresión hacia los instintos más puros, usan máscara para ocultar sus múltiples ojos.
Su mayor característica en el juego es, que pueden regenerarse eficazmente. Son capaces de curar completamente las extremidades fuertemente dañadas e incluso mutarlas en un corto periodo de tiempo. Estas habilidades regenerativas, tienen la tendencia de ser extremadamente irregulares y pueden causar mutaciones espontáneas. Las mutaciones varían inmensamente, en muchos casos su cuerpo se convertirá en una crisálida y surgirá una nueva B.O.W. Esto también dependerá del ADN de la cepa administrada.
Una persona se convierte en J'avo solo si es inyectado directamente con el virus C.
Neo-Umbrella J'avo
J'avos especiales, más habilidosos e inteligentes, causan más daño. Creados especialmente por Neo-Umbrella, usan un traje especial. Aparecen en la campaña de Chris, Jake y Ada.
China J'avo
Aparecen en China suelen vestir de manera militar y con máscaras para cubrir sus múltiples ojos.
Edonia J'avo
Aparecen en Edonia y visten militar y con chamarras gruesas.
Ruka-srip
Mutación del brazo se volverá una hoz para golpearte.
Ruka-bedem
Mutación del brazo para protegerse y golpearte.
Ruka-kivatanje
Mutación del brazo para agararte y tirarte se alejara para evitar los disparos.
Glava-benguants
Mutación de la caveza donde comenzara a atacarte de manera rápida aunque sus 3 cavezas de insecto son muy frágiles.
Glava-sluz
Mutación de la cabeza donde saldrá un insecto el cual soltara telaraña y ácido.
Glava-smech
Mutación de la cabeza donde saldrá unas pinzas de escarabajo su punto débil es lo naranja con estas te intentara partir.
Glava-dim
Mutación de la cabeza donde salen como unas agujones sueltan proyectiles de un gas tóxico rojo.
Noga-oklop
Mutación de las piernas le dara protección sostenimiento y agilidad al atacar.
Noga-skakanje
Mutación de las piernas donde saldrán patas de saltamontes dando la habilidad de saltar muy alto y patearte.
Noga-let
Mutación de las piernas saldrá como unas alas de insecto te tacleará y disparará desde el aire.
Noga-trecheanje
Mutacion de las piernas les saldrá una especie de torso de cucaracha puede trepar y atacarte.
Telo-esplosija
Mutación del torso saldrá como un capullo de un gusano y estallará al estar cerca o al dispararle a las piernas de preferencia.
Telo-krusijust
Mutación del torso donde saldrá una protección como la de noga-oklop y ruka-bedem suele ser muy poco común.
Telo-magla
Mutación del torso saldrá algo extrallo de insecto similar al noga-let y soltara un gas tóxico verde esta no es permanente por lo cual lugo volverá a la normalidad.
Crisalida
Mutación del cuerpo se convertirá como un capullo de este saldrá otra B.O.W. Dependindo de la cepa pero se puede destruir antes de que eclosione.
(Los J'avo suelen mutar hasta un máximo de 3 mutaciones al mismo tiempo).

### Enemigos salidos de capullos
cuando un J'avo sufre un daño considerable, llegara un momento en que quedara como petrificado dentro de un capullo, para después salir de este convertido en una criatura nueva y no humana, a las que se conoce como mutaciones completas. Se recomienda destruir los capullos antes de que completen su ciclo. La mejor forma de destruir los capullos es con electricidad. Las criaturas salidas de los capullos son sensibles a las granadas cegadoras. 
Napad
Es una mutación completa, salida de una crisálida. Es extremadamente grande y fuerte. El nombre Napad deriva del término serbio que significa "asalto". Está recubierto por un caparazón duro y resistente que protege sus tejidos más débiles, ubicados en la espalda. Si se produce un daño considerable en esos tejidos, el Napad muere automáticamente. Cuando se excita mucho, la criatura se golpea el pecho de manera similar a un gorila, entonces arremete contra lo que tenga enfrente. 
Lepotitsa
Es un mutación completa, salida de un crisálida. El nombre Lepotitsa deriva del término serbio que irónicamente significa "mujer bella" (originalmente "Lepotica"). Esta criatura es más alta que el humano promedio, con la piel pálida de color amarillo-verde. Sus extremidades son largas y delgadas, con dedos largos y puntiagudos. La característica principal es su torso, que tiene poros bulbosos que son capaces de emitir una toxina azul brillante en un radio de 5 km y esa toxina convierte en zombi al que la inhala.
Ubistvo
El Ubistvo es una mutación completa provocada por el virus C. El nombre Ubistvo deriva del término serbio que significa "asesino". Con su corazón, columba vertebral y caja torácica en su brazo derecho, enciende una motosierra nacida de ese brazo y cubierta de carne, hueso y tejido muscular. También genera su propia luz orgánica, como se pudo ver cuando andaba nadando bajo el agua en la campaña de Jake, su debilidad es su corazón que se encuentra en su sierra. 
Strelat
Es una mutación completa salida de una crisálida. Es lo más parecido a un reptil, siendo capaz incluso de tumbar al jugador. Cuando están a distancia, disparan púas por el torso y, si están demasiado cerca, son capaces de expulsar gas venenoso que ciega momentáneamente al jugador y escupen ácido por su boca. Son muy vulnerables a los ataques físicos por lo que el jugador debe aprovechar esta ventaja para ahorrar munición. Su nombre significa "tirador". 
Gnezdo
Es una mutación completa, salida de una crisálida. El nombre Gnezdo deriva del término serbio que significa "enjambre", y como su nombre lo indica, el Gnezdo es un enjambre de abejas. Cuando ese enjambre está unido, adopta la forma y altura de un ser humano adulto, y su ataque consiste en que las abejas ataquen al jugador, echándolo al suelo y picando todo su cuerpo. El punto débil de esta criatura es que si se le causa un daño considerable, la reina que controla el enjambre se quedará al descubierto durante unos segundos, dándole la oportunidad al jugador de matarla; de caso contrario, las abejas la cubrirán nuevamente, protegiéndola.
Meset
Es una mutación completa, salida de una crisálida. El nombre Meset deriva del término serbio que significa "luna". La criatura es similar a un cuervo, pero con patas similares a las de una araña y de ave, además de que su cabeza se asemeja a la de un reptil. Es mejor matarla apenas salga de su capullo, porque cuando comienza a volar es más difícil apuntarle.

### Criaturas mutadas
Oko
Es una mutación creada por el virus C. El término Oko deriva del término serbio que significa "Ojo", y como su nombre lo indica actúan como los ojos de la Ustanak, pero, irónicamente, se basan en ondas ultrasónicas para rastrear a su presa. Son muy pequeños y se mueven rápido, vuelan en dos alas que se asemejan a las de un murciélago. Sus órganos de los sentidos son compartidos con Ustanak, y cuando el objetivo se encuentra, emiten un destello y baten sus alas en un nivel que solo Ustanak puede detectar. Lucen como insectos. Se les puede matar con una acción de control cuando te den la espalda. 
Rasklapanje
Es una mutación completa provocada por el virus C. El nombre Rasklapanje deriva del término serbio que significa "demolición". La piel suave y blanca que envuelve a esta criatura es un exoesqueleto diseñado para proteger la parte babosa de su cuerpo principal, ubicado en el torso. Aunque una parte de la forma humanoide de esta criatura es destruida, no tendrá ningún efecto sobre el cuerpo principal. Su debilidad es el fuego, ya que su parte babosa quedará expuesta.
Ogroman
Su nombre significa "cuerpo gigante".
La criatura tiende a unos 30 metros de altura.
Hay un dispositivo en su parte posterior,
El cual se adjunta a sus órganos interiores.
Cuando este dispositivo se retira, la criatura es vulnerable a otros ataques.
Espora Carla S
Tienen figura de humano de un color gris, la forma más fácil de vencer es disparando a sus puntos débiles de un color anaranjado.

### Jefes
Brzak
Es un tiburón de gran tamaño mutado por el virus C. El nombre Brzak deriva del término serbio que significa "rabión". Utiliza la vibración para cazar y parece ser ciego. Su lengua está horriblemente deformada, de color naranja, y ocupa una gran parte de la cabeza. Esta parece ser capaz de extenderse en longitud para atrapar a sus víctimas. Sus aletas mutaron a modo de patas, su debilidad es su lengua.
Ustanak
Es el principal enemigo de la campaña de Jake y Sherry. El nombre Ustanak deriva del término serbio que significa "revolución". Es una nueva B.O.W., cuya misión es cazar al par. Es más rápido, fuerte e inteligente que muchas de las B.O.W. anteriores. Ustanak posee mejoras cibernéticas, incluyendo un brazo largo mecánico capaz de agarrar a los seres humanos. Este puede sustituirse por otros accesorios para adaptarse a diversos fines. Además, es extremadamente resistente siendo capaz sobrevivir a la caída en metal fundido. La única manera de matarlo es destruir su núcleo; un punto débil en el centro de su pecho. Las armas del Ustanak son:
1-Su garra mecánica capaz de sujetar a sus presas. Incluso posee una aguja para extraer ADN. 
2-Una ametralladora gatling. 
3-Taladros.
4-Un cañón.
5-Una bola demoledora. 
Iluzija
Aparece únicamente en la campaña de Chris Redfield y Piers Nivans.El nombre Iluzija deriva del término serbio que significa "fantasma". Es una serpiente infectada con el virus C. Su tamaño es lo suficientemente grande como para lanzar fácilmente un humano con gran fuerza. En lugar de dos colmillos primarios, la Iluzija tiene una línea de colmillos de espesor a lo largo de su mandíbula, que hacia el exterior curva, ya que abre su boca. La capacidad más amenazante es la habilidad de mezclarse casi a la perfección con su entorno. La serpiente es casi imposible de ver, solo ofrece una vaga ondulación de su cuerpo donde se mueve; la única cosa que la delata es el interior de su boca cada vez completamente visible cuando se abre para prepararse para un ataque. Si la criatura recibe un daño considerable, se volverá visible pero su piel se volverá más gruesa, su principal debilidad es su boca.
Haos
El enemigo final de la campaña de Chris y Piers. Este proyecto fue la última arma biológica de Carla Radamés y Neo-Umbrella. Era tan importante para los planes de Carla que requería toda una instalación bajo el agua para que su creación fuera completada. La criatura tiene un cuerpo transparente y gelatinoso, es de aspecto humanoide y posee tentáculos que usa como armas. Su debilidad son sus órganos expuestos. El objetivo de la criatura es ascender a la superficie y multiplicarse para crear más como ella, esto supondría un riesgo grandes ya que produce un gas tóxico igual al del Lepotitsa, pero que abarca un mayor radio y es más letal. Se tenía planeado liberar a la criatura cuando fuese completado o en caso de que Carla muriese antes de la fecha exacta de su liberación, incluso si no estuviese completamente desarrollada. 
Dereck C. Simmons
Es el enemigo final de la campaña de Leon. Era el consejero de seguridad de los E.U.A., él obligó a Helena Harper a dejar su puesto y sin seguridad al presidente amenazándola con su hermana. En el capítulo cuatro de la campaña de Leon, Carla lo traiciona y envía a un j'avo que a traición, le inyecta una versión mejorada del virus C, dándole la capacidad de mutar, aquí sus transformaciones;
1. Similitud a un tigre. Sus ataques consisten en embestidas y golpes con sus garras y patas. Después sufre unos cambios nuevos, se hace más grande y posee una extremidad que lanza fragmentos óseos a manera de balas. A pesar de haberse convertido en un monstruo, Simmons todavía tiene el control de sí mismo y puede hablar. Si recibe mucho daño, regresa a su forma humana momentáneamente y luego vuelve a transformarse.
2. Similitud a un dinosaurio, específicamente algo parecido a un T-Rex. Sus ataques consisten en pisar o lanzar carros al jugador, también es capaz de saltar y caer encima de este, y muerde cuando puede. En esta transformación, Simmons ya no razona, es puro instinto. Si recibe suficiente daño, regresa a su forma humana. Su principal características es que posee un ojo gigante dentro de su boca.
3. Similitud a una mosca gigante. Esta mutación de Simmons solo aparece cuando Leon queda atrapado en el ascensor, mientras Helena lo sube y cuando están a punto de subir al helicóptero. Al recibir daño en su primera fase de esta transformación, Simmons volverá convertido en una mosca todavía más grande y con una coraza en su cabeza que protege los ojos. Si pierde una pata, saldrán tentáculos de la herida que asimilaran la primera forma de vida que atrape para volver a crear el miembro perdido.

Espora Carla L
Es como una cara deforme y mutada la forma de vencerla es sencilla solo hay que disparar flechas explosivas y que le exploten los tanques de nitrógeno líquido sin embargo se regenera muy rápido.
Deborah
Es la hermana menor de Helena la cual al mutar le salen 3 tentáculos donde se encuentra sus puntos débiles hay que dispararle a estos para derrotarla o hacerle el combo.

### Vehículos
Vehículo enemigo
Son camionetas militares en las cuales saldrán J'avos disparándote.
Moto enemiga
Son motocicletas conducidas por J'avos estos te patearan y arrojaran molotovs.
Helicóptero enemigo S
Son helicópteros comunes conducidos por j'avos estos te dispararan desde allí.
Helicóptero enemigo L
Son helicópteros conducido por un J'avo desde aquí usara torretas automáticas y lanzamisiles automáticos están blindados y son más resistentes que el S.

## Sistema de juego
Resident Evil 6 permite al jugador elegir entré cuatro campañas las cuales son: 
1. Campaña 1: Leon Kennedy y Helena Harper.
2. Campaña 2: Chris Redfield y Piers Nivans.
3. Campaña 3: Jake Muller y Sherry Birkin.
4. Campaña 4: Ada Wong. (en las últimas actualizaciones o terminando las tres campañas anteriores y acompañada por un agente)

Tres de las cuatro campañas principales del videojuego cuentan con protagonistas los cuales tendrán un compañero que les ayudará en cada escenario en todo el videojuego, ya sea para matar enemigos o curarse. El juego tiene dos enemigos principales, incluyendo a los zombis que regresan a la franquicia después de varias entregas sin incluirlos y el recientemente introducido J'avo. A diferencia de los zombis, los J'avos son capaces de interactuar entre sí para planear ataques estratégicos y emboscadas, también contarán con la inteligencia suficiente para usar armas de fuego y curarse entre ellos, aun así todos los enemigos derrotados pueden liberar Recompensas (videojuegos).
El juego cuenta con más combate cuerpo a cuerpo que cualquier anterior en la franquicia. También, ahora cuenta con un sistema de coberturas, sin embargo este ha recibido críticas malas, por ser "incómodo".[cita requerida]

### Multijugador
Durante el evento Captivate 2012 en Roma, Capcom reveló que Resident Evil 6 tendrá disponible el modo multijugador en línea, esto incluye la división de la pantalla para cuando se use esta modalidad. A diferencia de Resident Evil 5, este modo será capaz de entrar y salir del juego sin tener que volver a un punto de control o comenzar de nuevo los capítulos. Capcom también ha confirmado el regreso del modo mercenarios. A diferencia de otros juegos de la franquicia, dicha modalidad estará disponible de inmediato, sin necesidad de completar algunos requisitos previos como terminar el juego una vez.

### Modos de juego en línea
Mercenarios: Similar al modo incluido en Resident Evil 4 y 5. Consiste en derrotar la mayor cantidad de enemigos posibles antes de que el tiempo se agote. Puede jugarse solo, en pantalla dividida, o con un compañero en línea.
Cazador de Agentes: Se toma el papel de alguna de las amenazantes criaturas del juego y el objetivo es acabar con el jugador que en ese momento esté jugando nuevamente el modo historia.
Predador: Este modo soporta de 2 a 6 jugadores y uno de ellos tiene el control del B.O.W. Ustanak y debe darle caza a los demás.
Sobreviviente : Este modo que también es de 2 a 6 jugadores, consiste en un combate por equipos en el que cada muerto volverá a la partida como un enemigo y el último equipo en aguantar con vida será el ganador.
Invasión: Es un modo en exclusivo para 2 jugadores en el que ambos tendrán que ir soportando oleadas de enemigos por 
separado. Como si de un juego de rompecabezas se tratará, realizar combos pondrá las cosas más difíciles al jugador enemigo.
Asedio: Este modo viene en un DLC aparte. Esta modalidad multijugador permitirá a los jugadores enfrentarse en partidas de dos a seis usuarios. En este caso, habrá dos equipos de jugadores que deberán eliminar o proteger a un novato de la BSAA controlado por la inteligencia artificial dependiendo del bando escogido: las criaturas enemigas o humanos.
Mercenarios: Sin Piedad: Esta modalidad, disponible únicamente en la versión para PC, Xbox One y PS4, amplía sus posibilidades hasta 11 jugadores, incluyendo más enemigos en pantalla que nunca para lograr un mayor desafío. Por otro lado, Los Mercenarios: Sin Piedad invitará a los jugadores a combinar sus habilidades de combate para obtener la puntuación más alta al final de la partida. Desde el 5 de abril de 2013, exactamente dos semanas después del lanzamiento de Resident Evil 6 para la plataforma Windows, cuatro personajes de Left 4 Dead 2 están disponibles en este modo especial, los cuales son Ellis, Rochelle, Coach y Nick, cada uno con armas para la ocasión así como también el crossover de los enemigos más icónicos de la saga de Valve, The Witch y The Tank, para L4D2 de PC se lanzaron 3 enemigos que invadirían el universo creado por Valve.

## Desarrollo
La idea del juego comenzó un poco después del lanzamiento mundial de Resident Evil 5 y su desarrollo oficial empezó en 2010. Un viejo logotipo de Resident Evil 6 fue visto por primera vez en la convención internacional de Cómics de San Diego el 22 de julio de 2011, dicho logotipo tenía plasmada la fecha de 15 de septiembre de 2011, especulando que el juego se anunciaría formalmente en el show de Tokyo Game de ese mismo año. A pesar de que los rumores eran tan convincentes, no hubo una confirmación oficial de Resident Evil 6 en el TGS. Más tarde, un avance del juego hecho para algunos espectadores especiales se estrenó, aunque Capcom como parte de su política de publicidad, no quiso hacer comentarios sobre dicho avance. El primer avance oficial fue estrenado el 19 de enero de 2012, mientras que el segundo avance se estrenó el 10 de abril del mismo año, el cual detallaba más información sobre la trama de la nueva entrega. Asimismo, dicho avance reveló que la primera fecha de estreno del juego había sido cambiada para el 2 de octubre de 2012, lo que confirma que el contenido mostrado en el TGS era real.
Poco después de su primer avance en Roma, el productor ejecutivo de Resident Evil 6, Hiroyuki Kobayashi, aseguró que: «el juego tiene como objetivo crear una experiencia única con su historia, su intenso drama, su realismo y giros sorpresivos en su trama, junto a las modalidades para un jugador y acción cooperativa. Tratando de combinar 'la acción' con 'el terror'». Esta combinación es llamada por Capcom «Dramatic Horror».
El desarrollo del juego está a cargo de Hiroyuki Kobayashi, quien también afirmó por Capcom que Resident Evil 6 pretende ser «el título más impresionante de la franquicia, tanto en sus gráficas como en su trama». Capcom también señaló que el juego está destinado «a dar un gran paso en la evolución de la serie». En un avance, muestra al director y a los productores del juego, también se ha revelado que el desarrollo del mismo cuenta con un equipo de más de 600 personas, lo cual convierte a este título en el primer videojuego de Resident Evil con más trabajadores hasta la fecha. En mayo de 2012, Capcom anunció que esperan vender más de siete millones de copias del juego a finales de año.

## Comercialización
En abril de 2012, Capcom reveló que Resident Evil 6 estuvo disponible para su preorden. Un mapa exclusivo para el modo mercenarios contó con esta opción disponible solamente para los clientes de Amazon, Best Buy y GameSpot. El mapa tiene diferentes versiones para cada una de las tiendas nombradas anteriormente, en el caso de GameSpot, el mapa obtiene las ubicaciones de las catacumbas y sus trampas. Para los clientes de Amazon el mapa cuenta con las ubicaciones de la Fortaleza de Alta Mar (un barco) y para la tienda Best Buy tiene el mapa de la ubicación del Patio de la estación de trenes (un metro en Tall Oaks).
El 18 de septiembre de 2012, Capcom estrenó una demostración jugable en PlayStation Network y Xbox Live Marketplace, en la misma están presentes tres campañas del juego (excluye la de Ada), así como el modo en línea. Esta misma demostración se incluyó también junto al juego Dragon's Dogma tanto en su versión para Xbox 360 como para PlayStation 3.:

## Ediciones especiales

### Collector's Edition
En abril de 2012, Capcom anunció esta "Edición especial" de Resident Evil 6 para Xbox 360 y PlayStation 3. Dicha edición incluye una copia original del juego, cuatro protectores para el teléfono (cada uno tiene el diseño de Leon, Chris, Jake y Ada Wong) y una réplica de la sudadera de University Oks usada en el juego (disponible en cuatro tamaños). Esta edición está a la venta solo en Japón, y tuvo 5000 unidades disponibles.

### Anthology
Los usuarios de Playstation 3 cuentan con la edición especial Resident Evil 6: Anthology, la cual contiene una descarga digital de Resident Evil: Director´s Cut, Resident Evil 2, Resident Evil 3: Némesis, Resident Evil 4 HD, Resident Evil 5: Gold Edition y una tarjeta para scannear la película Resident Evil: Damnation, y obviamente, el juego original Resident Evil 6 para PlayStation 3.

### Archives
Por otro lado, los usuarios de Xbox 360 cuentan con la edición especial Resident Evil 6: Archives, la cual contiene: Resident Evil 6 en dos discos, Resident Evil Degeneration en DVD y una descarga digital de Resident Evil: Code Verónica X HD, Resident Evil 4 HD y Resident Evil 5: Gold Edition.

### Edición 20° Aniversario
El 25 de febrero de 2016, con motivo de las celebraciones por el 20° Aniversario de la saga Resident Evil, Capcom anunció que relanzará la segunda trilogía de juegos (4, 5 y 6) para las consolas de octava generación. Dichos juegos saldrán periódicamente durante el 2016, vendrán en formato digital e incluirán todo el contenido DLC vigente hasta la fecha.
La reedición de Resident Evil 6 se estrenó el 29 de marzo de 2016 para PlayStation 4 y Xbox One. Dicha versión contiene todo el contenido DLC del juego, incluyendo etapas adicionales para el Modo Mercenarios y todos los trajes alternativos de los personajes jugables en ese modo. También salió una versión física del juego, aunque solo está disponible en Norteamérica.

## Recepción
Resident Evil 6 recibió críticas mixtas a negativas. La revista PlayStation: The Official Magazine elogió la historia y marcó el juego como "una experiencia inolvidable", asimismo GamesRadar elogió las mejoras en los controles con respecto a su predecesor pero criticó el sistema de cobertura. The Escapist elogió la mejora de la IA en los compañeros pero sin embargo, también criticó el sistema de cobertura, que calificó de "la novedad más olvidable del juego". Eurogamer se dividió en las campañas, llamando a la campaña de Leon "lo más cercano a llegar a las raíces de la serie de terror de supervivencia", sin embargo se sentían indiferentes con la campaña de Jake, diciendo que "rara vez se disfruta" mientras llamaban a la Chris "lo peor" y "de segunda categoría." la revista Edge también consideró que los capítulos son notablemente contrastados en la calidad más que otros. críticas más negativas fueron hechas por GameSpot que concluyó "esta secuela, mala es la última prueba de la paciencia, incluso para los más dedicados". mientras que Destructoid afirma que "Capcom ha abandonado cualquier pretensión del género survival horror".

### Impacto comercial
Capcom anunció que Resident Evil 6 había vendido 4.5 millones de copias en todo el mundo, en octubre del 2012, estableciendo un nuevo récord para la compañía y convirtiéndose uno de los títulos más vendidos de la franquicia. Ese mismo mes en 2012, el juego vendió 806.000 copias en los Estados Unidos.
De acuerdo con Capcom, las ventas se debilitaron tras el fuerte inicio, y la empresa declaró que el juego no cumpliría sus objetivos, trayendo como resultado la reducción de las proyecciones financieras para el año fiscal de la empresa. 
Para diciembre de 2016, Capcom declara en sus reportes de ventas públicos que el juego se convierte en el segundo juego más vendido de la compañía, con 6'7 millones de unidades vendidas.